# Локомотив (Москва)
«Локомоти́в» (рос. «Локомотив») — російський футбольний клуб з міста Москва. Виступає у Російській Прем'єр-Лізі. Заснований у 1922 році.
Колишні назви: КЖР (1923—1931), «Казанка» (1931—1936).

## Історія
Футбольний клуб московського «Локомотива» веде свою історію з 1923, коли був утворений Клуб ім. Жовтневої революції (рос. Клуб им. Октябрьской революции, КОР), який об'єднав найсильніших футболістів Казанської та інших залізниць Московського вузла.
Наприкінці 1920-х і початку 1930-х років КОР постійно фігурує серед найсильніших футбольних колективів Москви, багато його представників (зокрема, центрова трійка нападу першої команди КОРа Чеснов — Загрядський — Дементьєв, лівий край Холін) входять до складу збірних команд Москви. У 1935 році, коли було створено Добровільне спортивне товариство залізничників «Локомотив», у його футбольну команду, що представляла столицю СРСР, увійшли найкращі гравці КОРа, а також ряд інших профспілкових футболістів: Гранаткін, Ільїн, Соколов, Теренков, Жуков, Гвоздков.
Московський «Локомотив» матчем з динамівцями Ленінграда 22 травня 1936 відкрив перший розіграш клубного чемпіонату СРСР з футболу. У цьому турнірі зайняли 5-те місце. В осінньому чемпіонаті того ж року «Локомотив» піднявся на сходинку вище.
Але найбільшого свого успіху «Локомотив» домігся в перерві між двома чемпіонатами СРСР 1936 року, ставши першим володарем Кубка СРСР.
У чемпіонатах СРСР 1937-1940 рр. московський «Локомотив» незмінно демонстрував гарну гру, монолітність і стабільність всіх своїх ліній. Це підтверджувалося результатами: у 1937 році — 6-те місце, в 1938 році — 8-ме, в 1939 році — 5-те, в 1940 році — 6-те. У турнірах 1936—1940 рр. лише московський «Спартак» і тбіліське «Динамо» постійно займали місця вище «Локомотива».
Не так вдало виступав «Локомотив» у розіграші Кубка СРСР: 1937 року вибув в 1/2 фіналу від московського «Динамо» (1:4), 1938 року в 1/16 фіналу поступився київському «Динамо» (0:2), 1939 року в 1/8 фіналу — московському «Спартаку» (0:1).
У команду прийшли молоді талановиті гравці: захисник Іван Станкович (в «Локомотиві» в 1937—1939 рр.), півзахисники Володимир Мошкаркін (1938—1940) та Олександр Прохоров (1940), нападник Василь Карцев (1939—1940). Пізніше всі вони перейшли в інші московські клуби: «Динамо», ЦДКА і «Торпедо». Форвард Володимир Огурцов провів у клубі чотири сезони (1937—1940), а Віктор Лахонін грав в «Локомотиві» з 1938 по 1950 (роки спочатку на позиції нападника, а після війни — півзахисником). Тренував команду, починаючи з 1937 року, Михайло Сушков.
У 1941 році футболісти «Локомотива» увійшли до складу знову сформованих перших і других збірних профспілок.
У 1945—1950 рр. в розіграшах Кубка СРСР «Локомотив» виступав невдало. Тренували команду Дмитро Максимов (1948) і Гаврило Качалін (1949, 1950).
У 1952 році «Локомотив» вдруге у своїй історії повернувся у Вищу лігу. Цього року він в турнірній таблиці посів 9-те місце. У наступному сезоні тренерське місце зайняв колишній тренер ЦДКА — ЦДСА Борис Аркадьєв. Під його керівництвом клуб займав такі місця у чемпіонатах країни: 1953 — 6-те, 1954 — 10-те, 1955 — 5-те, 1956 — 10-те, 1957 — 4-е, 1958 — 5-те, 1959 — 2-е, 1960 та 1961 років — 5-те; виграш Кубка СРСР у  1957 році, виступ у фіналі кубкових змагань у 1953, 1955, 1958 роках.
Багато гравців «Локомотива» увійшли до списку 33 найкращих футболістів СРСР. Це були Герман Апухтін, Віталій Артем'єв, Юрій Ковальов, Володимир Маслаченко, Євген Рогов, Віктор Ворошилов, Валентин Бубукін, В'ячеслав Спиридонов.
У 1962 року «Локомотив» зайняв 13-те місце на чемпіонаті країни, в наступному сезоні — 17-те і втретє у своїй історії вибув з Вищої ліги. На тренерському містку Бориса Аркадьєва змінив у 1967 Валентин Бубукін.
У 1972 році «Локомотив» повернувся до Вищої ліги (на один сезон), а потім з 1975 року грав у ній ще шість років.
У 1972—1978 рр. командою керував Ігор Волчок, в 1979—1980 рр. — Віктор Мар'єнко. Показники команди в ці роки: 1972 — 15-е місце, 1975 — 11-е, 1976 (в) — 15-е, 1976 (о) — 8-е, 1977 — 7-е, 1978 — 15-е, 1979 — 12-е, 1980 — 18-е.
Найкращими в ці роки були воротарі Золтан Мілєє, Валерій Самохін і Валерій Новіков, захисники Володимир Перегонцев, Сергій Камзулін, Володимир Рятсовський, Олексій Овчинников, Микола Калайчев та Євген Александров, півзахисники Юрій Сьомін, Анатолій Соловйов і Олександр Авер'янов, нападники Гіві Нодія, Валерій Газзаєв, Володимир Ештреков і Валерій Петраков, а в самому кінці 1970-х років — захисник Борис Кузнецов, нападники Юрій Пантелєєв, Микола Бадусов і Володимир Муханов. У двох останніх сезонах «Локомотива» у Вищій лізі відзначився як снайпера Петраков.
Найкращим бомбардиром «Локомотива» за сезон залишився Віктор Ворошилов (1961 — 19 голів), більше всього м'ячів у чемпіонатах СРСР у Віктора Соколова (80), найбільше матчів за «Локомотив» зіграв Валентин Бубукін (232).
Сім сезонів московський «Локомотив» грав у Першій лізі.
З приходом на місце головного тренера Юрія Сьоміна в 1986 році результати «Локомотива» стали поліпшуватися — після 7 років поспіль, проведених у Першій лізі, в 1988 році клуб повернувся в еліту радянських чемпіонатів, а в 1990 році дійшов до фіналу Кубка СРСР, де поступився київському «Динамо».
З 1992 по 2006 рр. президентом клубу був Валерій Філатов, а тренував клуб аж до переходу в збірну в 2005 року тренерський тандем Юрій Сьомін (головний тренер) — Володимир Ештреков. Перше чемпіонство команда здобула в 2002 році. У тому ж році відкрився ультрасучасний стадіон «Локомотив». У 1998 та 1999 роках команда двічі поспіль доходила до 1/2 фіналу Кубку володарів кубків.
У 2001—2003 рр. «Локомотив» брав участь в основному раунді Ліги Чемпіонів і двічі виходив у подальші стадії змагань.
У 2005 році після майже 19 років тренерської роботи (з перервою в 1991 році) з посади головного тренера команди пішов Юрій Сьомін. Його місце зайняв Володимир Ештреков, який добився з командою третього місця в чемпіонаті Росії і виходу в плей-офф Кубка УЄФА.
З грудня 2005 по 5 жовтня 2006 року команду тренував сербський фахівець Славолюб Муслин. Кінець сезону 2006 клуб провів під керівництвом Олега Долматова.
26 грудня 2006 року на засіданні Ради Директорів клубу було ухвалено рішення призначити президентом клубу Юрія Сьоміна, а тренером — Анатолія Бишовця.
Після закінчення чемпіонату Росії 2007 незважаючи на перемогу в Кубку Росії, за невиконання поставленого завдання Юрій Сьомін та Анатолій Бишовець були звільнені від займаних посад. Виконувачем обов'язків головного тренера був призначений Рінат Білялетдінов. 6 грудня того ж року трирічний контракт з «Локомотивом» підписав колишній тренер пермського «Амкара» Рашид Рахімов. У 2008 році «Локомотив» зайняв 8-ме місце у підсумковій турнірній таблиці; керівництво клубу ухвалило рішення залишити на посаді тренера Рахімова.
На початку наступного сезону «Локомотив» невдало стартував в чемпіонаті, а також не зумів виконати завдання попадання в єврокубки через Кубок Росії, після чого 28 квітня 2009 року Рашид Рахімов був усунений від роботи з командою. До червня 2009 року виконувачем обов'язків головного тренера став Володимир Мамінов. 26 травня 2009 року одноголосним рішенням Ради директорів клубу головним тренером був призначений Юрій Сьомін.

## Досягнення

### У Росії
- Чемпіон Росії (3): 2002, 2004, 2018
- Срібний призер чемпіонату Росії (6): 1995, 1999, 2000, 2001, 2019, 2020
- Бронзовий призер чемпіонату Росії (6) 1994, 1998, 2005, 2006, 2014, 2021
- Володар Кубка Росії (9): 1996, 1997, 2000, 2001, 2007, 2015, 2017, 2019, 2021
- Фіналіст Кубка Росії (1): 1998
- Володар Суперкубка Росії (3): 2003, 2005, 2019

### У СРСР
- Срібний призер чемпіонату СРСР (1): 1959
- Володар Кубка СРСР (2): 1936, 1957
- Фіналіст Кубка СРСР (1): 1990

### Міжнародні
- Володар Кубка Співдружності (1): 2005
- Володар Кубка МССЖ (5): 1974, 1976, 1977, 1983, 1987
- Півфіналіст Кубка володарів кубків (2): 1998, 1999